# Jules Verbecke
Jules Verbecke (n. 15 septembrie 1879, Lille, Franța – d. 22 iulie 1942, Gennevilliers, Seine, Franța) a fost un jucător de polo pe apă ce a reprezentat Franța, medaliat olimpic. A participat la o ediție a Jocurilor Olimpice (1900) în care a câștigat o medalie de argint.